# مل بلانک
مل بلانک (انگلیسی: Mel Blanc؛ زاده ۳۰ مهٔ ۱۹۰۸ درگذشته ۱۰ ژوئیهٔ ۱۹۸۹) یک صداپیشه و یکی از چهره‌های رادیویی اهل ایالات متحده آمریکا بود.
وی در استودیوی هانا-باربرا در آثاری مثل عصر حجر برای شخصیت بارنی رابل، در دارکوب زبله برای شخصیت «دارکوب زبله» و بسیاری آثار دیگر صداپیشگی انجام داده‌است.

## گزیده فیلمشناسی
از فیلم‌ها یا برنامه‌های تلویزیونی که وی در آن نقش داشته‌است می‌توان به آثار زیر اشاره کرد.
- لونی تونز (۱۹۳۷–۶۹)
- پینوکیو (فیلم ۱۹۴۰) (۱۹۴۰)
- دارکوب زبله (۱۹۴۰–۴۱)
- کتاب جنگل (فیلم ۱۹۴۲) (۱۹۴۲)
- اسنافوی خصوصی (۱۹۴۳–۴۵)
- رؤیای من مال توست (۱۹۴۹)
- دختر نپتون (۱۹۴۹)
- صبحانه در تیفانی (فیلم) (۱۹۶۱)
- تام و جری (۱۹۶۳–۶۷)
- احمق مرا ببوس (۱۹۶۴)
- لونی تونز (۱۹۷۹–۸۸)
- چه کسی برای راجر رابیت پاپوش دوخت؟ (۱۹۸۸)
- عصر حجر (پویانمایی) (۱۹۶۰–۶۶)
- والی گیتور (۱۹۶۳)
- تازه چه خبر دکتر؟ (۱۹۷۲)
- مانکیز (مجموعه تلویزیونی) (۱۹۶۶)
- شو پیبلز و بم بم (۱۹۷۱–۷۳)
- ساعت کمدی عصر حجر (۱۹۷۲–۷۳)
- فرد فلینتستون و دوستان (۱۹۷۷–۷۸)
- شو کمدی عصر حجر (۱۹۸۰–۸۲)
- میونل، قویترین گربه دنیا (۱۹۸۴–۸۸)
- کودکان عصر حجر (۱۹۸۶–۸۸)